# Pictures of You
«Pictures of You» — четвертий і останній сингл британського рок-гурту The Cure з альбому 1989 року Disintegration. Журнал Rolling Stone помістив пісню на 283 місце в списку «500 найкращих пісень усіх часів».
В 2003 році Hewlett-Packard використовувала пісню в рекламі товарів, пов'язаних з цифровою фотографією.
В 2012 році пісня з'явилася в заключній сцені фільму «Клятва».

## Список композицій
7" сингл (1)
1. «Pictures of You» (Single edit)
2. «Last Dance» (live)

7" сингл (2)
1. «Pictures of You» (Single edit)
2. «Prayers for Rain» (live)

12" сингл (1)
1. «Pictures of You» (Extended version)
2. «Last Dance» (live)
3. «Fascination Street» (live)

12" сингл (2)
1. «Pictures of You» (Strange mix)
2. «Prayers for Rain» (live)
3. «Disintegration» (live)

CD-сингл
1. «Pictures of You» (Single edit)
2. «Last Dance» (live)
3. «Fascination Street» (live)
4. «Prayers for Rain» (live)
5. «Disintegration» (live)

## Учасники запису
- Роберт Сміт — шестиструнна бас-гітара, клавішні, вокал, продюсер
- Саймон Геллап — бас-гітара
- Порл Томпсон — гітара
- Борис Вільямс — ударні
- Роджер О'Доннелл — клавішні
- Лол Толхерст — «інші інструменти»
- Брайан 'Чак' Нью — ремікс